# Thésaurus de la désignation des œuvres architecturales et mobilières
Le Thésaurus de la désignation des œuvres architecturales et mobilières est un thésaurus documentaire et une base de données en rapport avec le patrimoine monumental français. Il a été créé et mis en ligne en 2000 par le ministère français de la Culture et de Communication, direction de l'Architecture et du Patrimoine.

## Contenu
« Le thésaurus de la désignation développe sous une forme méthodique les 1135 termes utiles à la désignation des œuvres architecturales et les 2529 utiles à la désignation des œuvres mobilières. »
Ces termes de la désignation des œuvres architecturales et mobilières permettent respectivement l'indexation :
- des ensembles, édifices et édicules, analysés dans la base de données sur le patrimoine français, la base nationale Mérimée[2].
- des éléments d'architecture, vitraux, meubles, objets, instruments de musique, instruments scientifiques, machines industrielles et bateaux analysés dans la base de données sur la patrimoine français, la base nationale Palissy[2].

« L'organisation propre au thésaurus permet ainsi de situer chaque terme dans une hiérarchie dont les entrées principales sont  classées selon des catégories fonctionnelles liées à l'usage religieux, funéraire, industriel, etc. Il comporte en outre tous les renvois nécessaires, des définitions sommaires, des notes d'utilisation. »
En juin 2000, le Thésaurus de la désignation comptait quelque 5 000 notices.